# Новобрачная отходит ко сну
«Новобрачная отходит ко сну» (фр. Le Coucher de la Mariée) — французская эротическая короткометражка. Возможно, один из самых первых эротических фильмов в истории мирового кинематографа. Фильм был снят в Париже в ноябре 1896 года, за несколько месяцев до публичного показа одной из первых кинолент братьев Люмьер. Режиссёром стал Альбер Киршнер, выступивший под псевдонимом Léar.

## Информация
Предполагается, что длительность фильма составляла 7 минут, но плёнка пришла в негодность, пролежав до 1996 года во французских киноархивах. Сохранился лишь отрывок длиной в три минуты, в котором показано только раздевание актрисы.
Фильм был снят в театральных декорациях при участии актрисы кабаре Луиз Вийи, показывающей стриптиз, спрятавшись за ширмой от мужчины, занятого чтением газеты, которого сыграл неизвестный актёр.